# Trifolium pallescens
Trifolium pallescens är en ärtväxtart som beskrevs av Johann Christian Daniel von Schreber. Trifolium pallescens ingår i släktet klövrar, och familjen ärtväxter. Inga underarter finns listade i Catalogue of Life.

## Bildgalleri

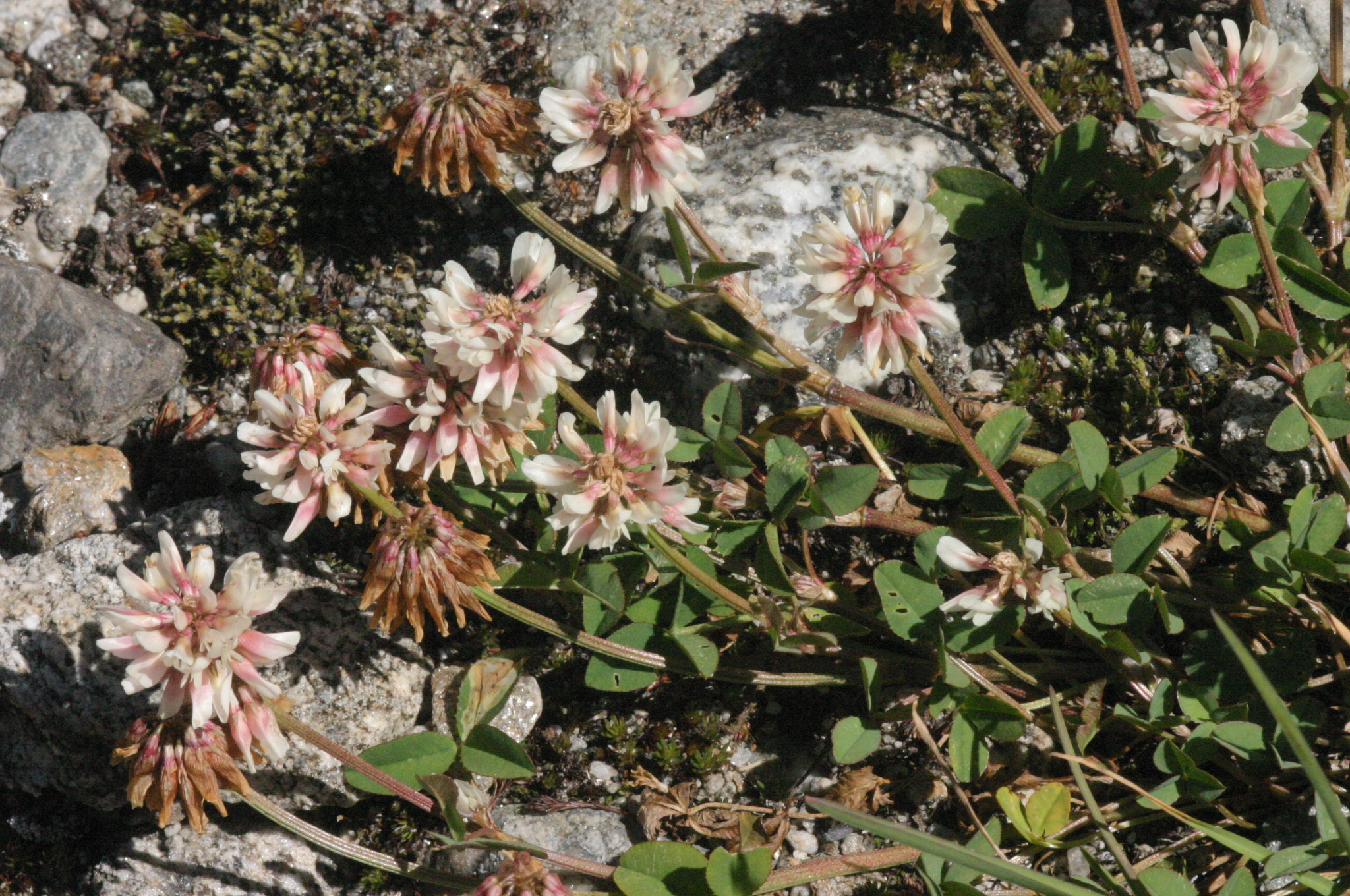
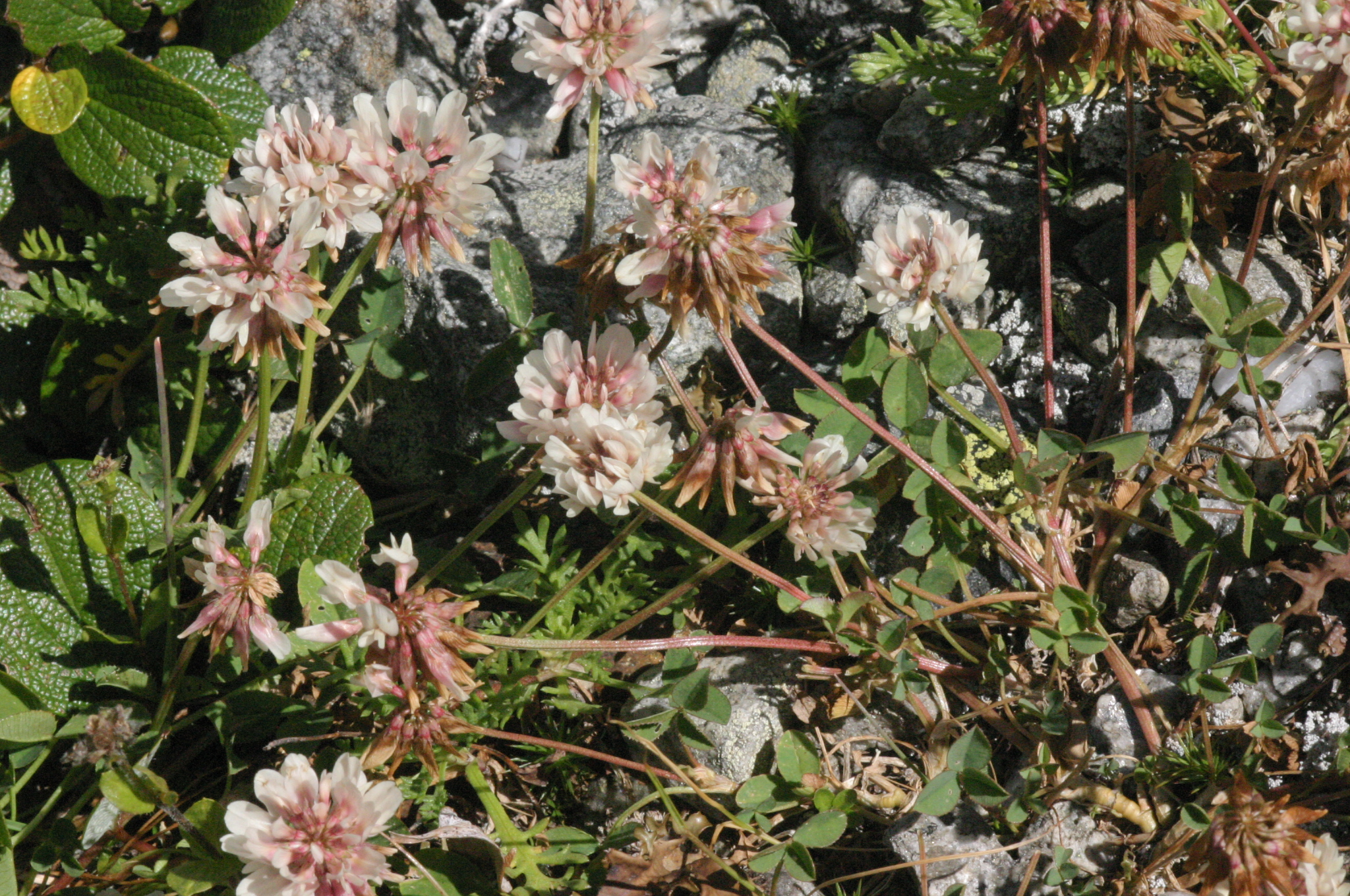
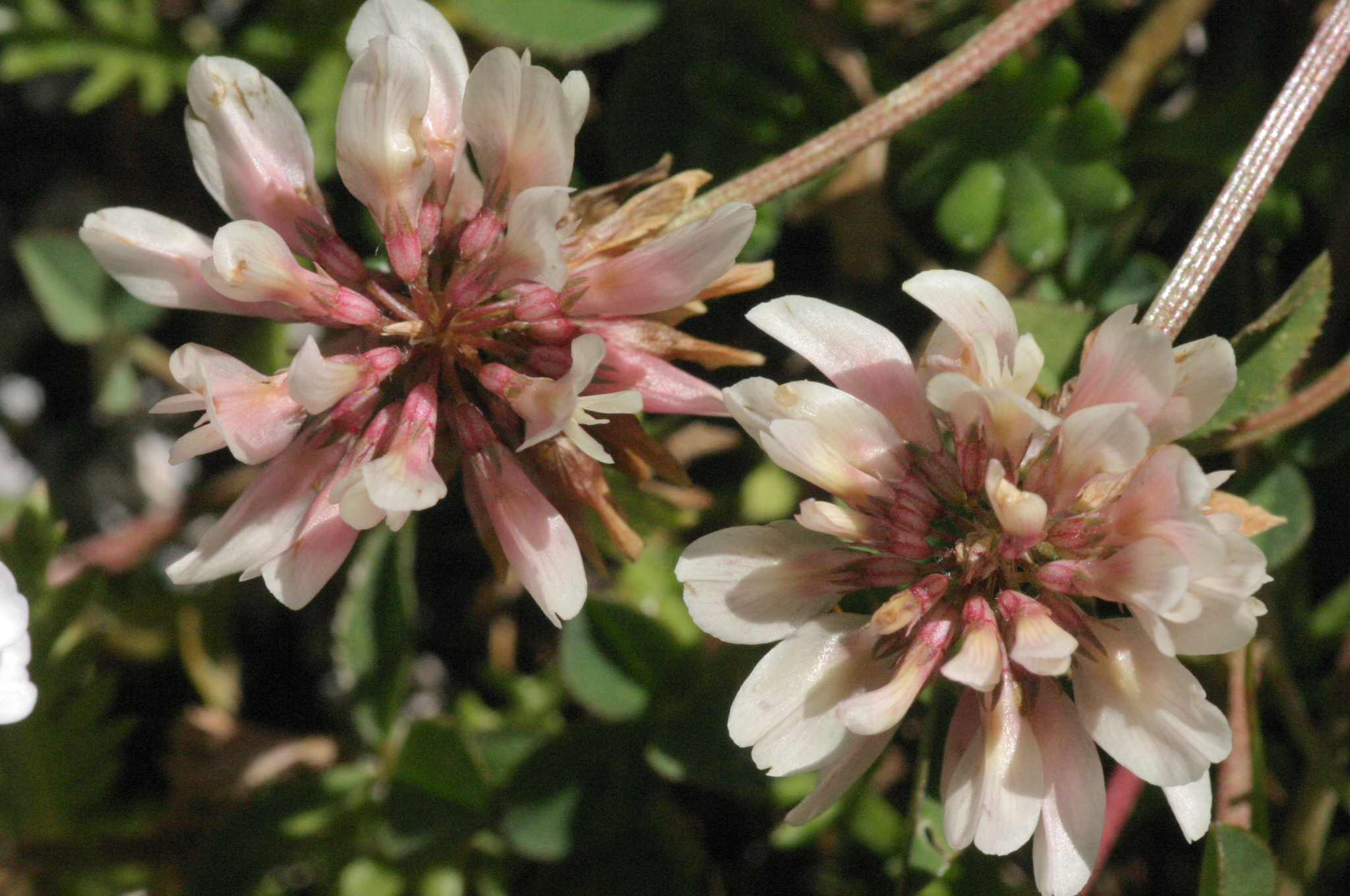
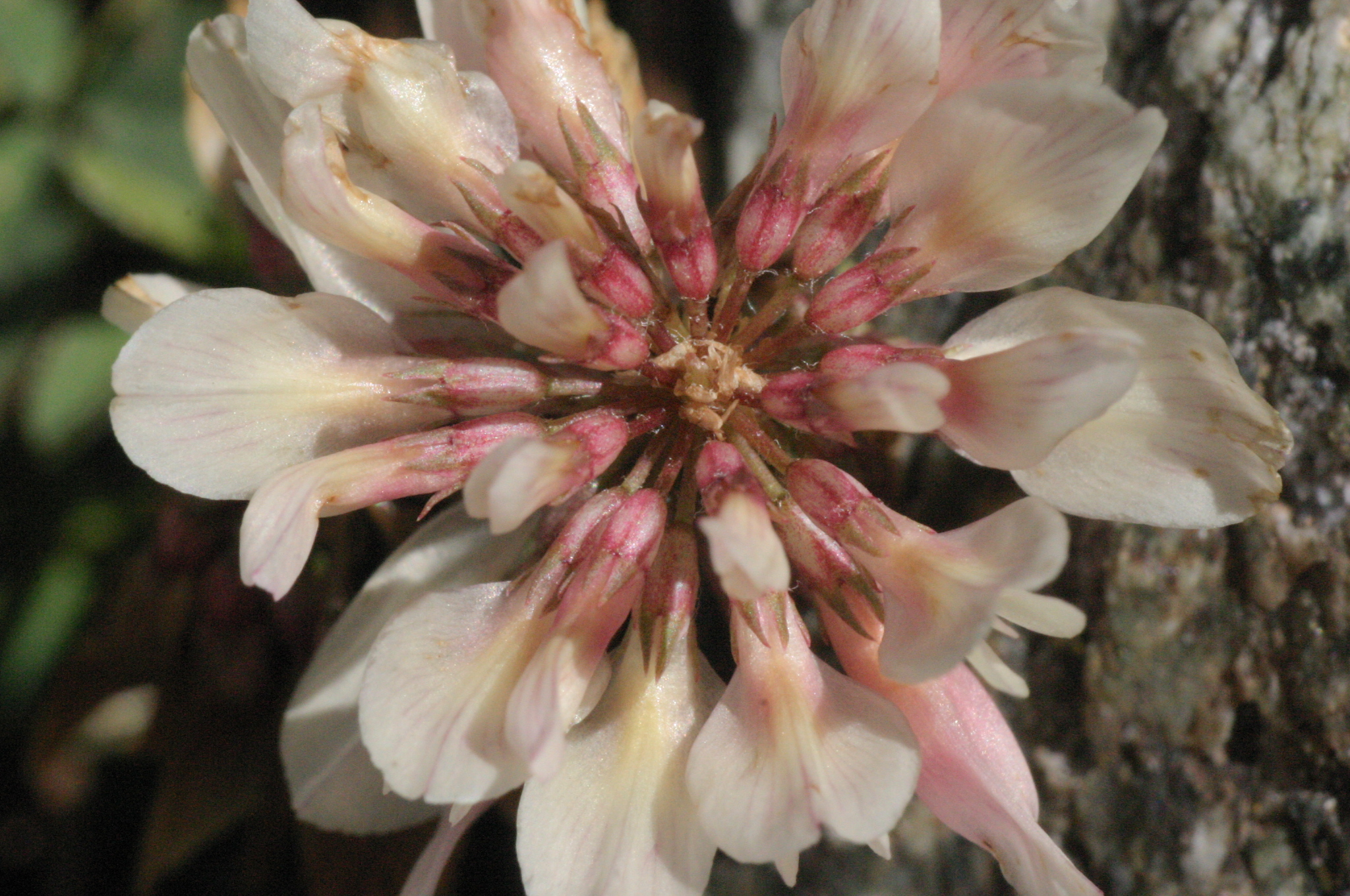
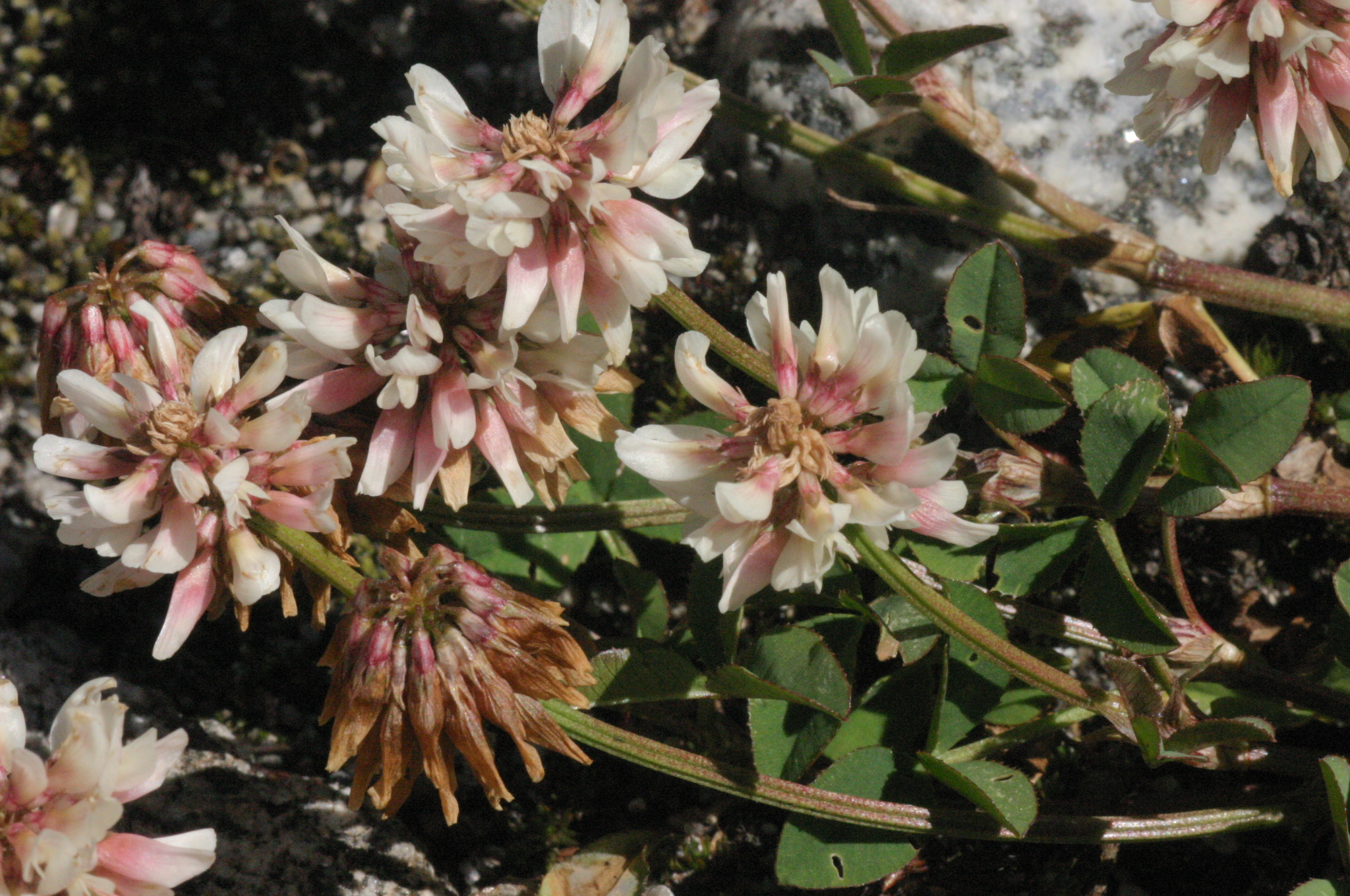
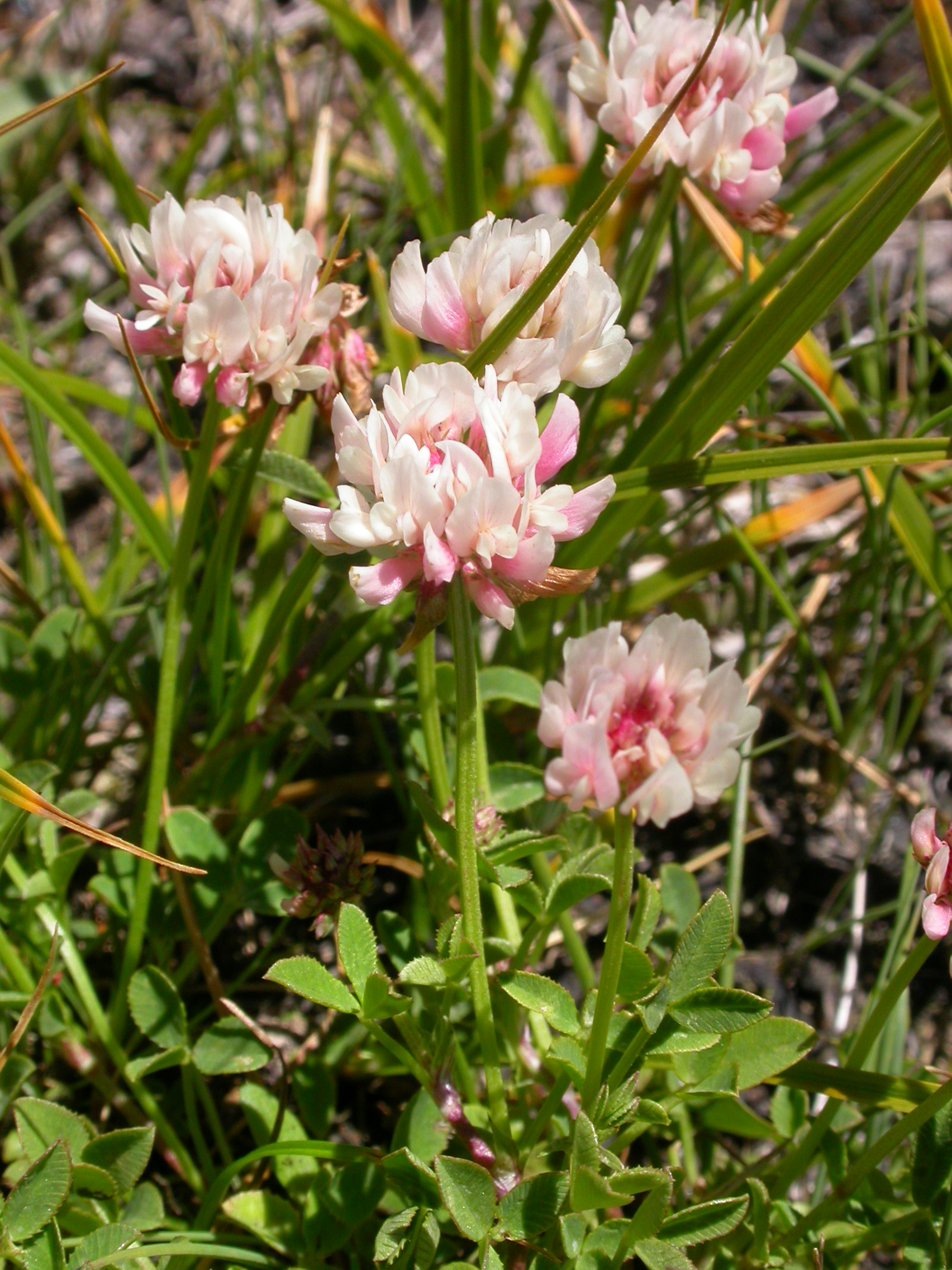